# Albert Blattmann
Albert Blattmann (* 8. September 1904 in Zürich; † 19. Mai 1967 in Bern) war ein Schweizer Radrennfahrer.

## Sportliche Laufbahn
Albert Blattmann, Mitglied des Radfahrervereins Zürich, gehörte zur Radsport-Elite der Schweiz in den 1920er Jahren. Viermal wurde er Schweizer Meister, 1924 im Cyclocross und in der Mannschaftsverfolgung auf der Bahn, 1925 erneut in der Mannschaftsverfolgung und 1928 auf der Strasse. 1926 siegte er bei der Berner Rundfahrt und der Meisterschaft von Zürich. 1927 war er der Sieger von Rund um Leipzig vor Pietro Linari.
Blattmann nahm 1924 an den Olympischen Sommerspielen in Paris teil und belegte im Einzelrennen wie in der Mannschaftswertung (mit Georges Antenen, Otto Lehner und Fritz Bossi) auf der Strasse jeweils den vierten Platz. Auch sein Bruder Walter war ein erfolgreicher Radsportler.